# Super Bowl XXIV
Match précédent Match suivant
Le Super Bowl XXIV est l'ultime rencontre de football américain de la saison 1989 de la NFL. Le match a lieu le 28 janvier 1990 au Louisiana Superdome de La Nouvelle-Orléans en Louisiane.
Aaron Neville a chanté l'hymne national américain.
Les 49ers de San Francisco remportent le quatrième trophée Vince-Lombardi de leur histoire en s'imposant 55 à 10 face aux Broncos de Denver.
Joe Montana est désigné MVP du match.
Il s'agit du deuxième Super Bowl à s'être conclu par un scorigami.

## Déroulement du match
| Score         | Q1 | Q2 | Q3 | Q4 | Total |
| San Francisco | 13 | 14 | 14 | 14 | 55    |
| Denver        | 3  | 0  | 7  | 0  | 10    |

## Records
Plusieurs records de Super Bowl furent établis par les 49ers :
- Nombre de points marqués : 55
- Ėcart de points : 45
- Touchdowns marqués : 8